# Prorokini Anna
Prorokini Anna – obraz holenderskiego malarza Rembrandta, przedstawiający matkę artysty.

## Portrety starszych ludzi w okresie „złotego wieku”
Holenderscy malarze w tzw. „złotym wieku” upodobali sobie portretowanie ludzi starszych. Jednym z prekursorów tego trendu był Jan van Eyck, a w jego ślady poszedł również i Rembrandt. Osoby starsze były uznawane za temat ciekawszy do przedstawienia – miały bogatsze rysy, widocznych było więcej detali i ułomności wynikających z upływającego czasu. W 1508 roku powstał pierwszy w malarstwie zachodnim portret starszej kobiety autorstwa Giorgione. W 1514 roku Dürer namalował swoją starą matkę na kilka miesięcy przed jej śmiercią. Rysy kobiety uwidaczniają bezlitośnie uciekający czas, a jej oczy z przerażeniem wpatrują się w przestrzeń.

## Portrety matki Rembrandta
W 1630 roku uczeń Rembrandta, siedemnastoletni wówczas Gerard Dou sportretował matkę Rembrandta. Być może była to odpowiedź na powstały w tym samym czasie portret matki autorstwa Rembrandta, obecnie znajdujący się w kolekcji prywatnej Von Bohlen und Halbach, w Essen. Obraz Gerarda nosił tytuł Stara kobieta czytająca książkę. Staruszkę przedstawił podczas czytania Nowego Testamentu. Rysy jej twarzy, na którą pada światło, są wygładzone, widoczny jest brak uzębienia. Kobieta ubrana jest w strój codzienny z futrzanym toczkiem na głowie. Karty i pismo w otwartej księdze są odtworzone w bardzo dokładny i pedantyczny sposób.
Rok później sam mistrz ponowił temat i również sportretował matkę zagłębioną w lekturze. Tym razem przedstawił jej prawy profil i odział ją w bogatą pąsową szatę z futrem i brokatowym czepcem. Malowane energicznymi smugami dzieło w stylu Caravaggia przedstawia postać, na którą pada światło, ulokowaną nieco głębiej w przestrzeni niż na obrazie ucznia. Jej starość i ułomność jest ukryta. Kobieta, przedstawiona jako prorokini Anna, trzyma w ręku rozłożony Stary Testament. W odróżnieniu od wersji Gerarda, zdania na karcie są rozmyte i rozciągnięte, pomimo to widoczne są litery hebrajskie, co wskazuje na rodzaj trzymanej księgi. Anna pomaga sobie dłonią, a jej usta są lekko rozchylone, co sugeruje wymawianie wyrazów, a tym samym studiowanie Słowa Bożego.

### Inne dzieła
W kolejnych latach uczeń Gerard i mistrz Rembrandt toczyli małą wojnę na portrety. Dou namalował obraz Staruszka modląca się – dziś znajdujący się w zbiorach Muzeum Narodowego w Warszawie. W tym czasie powstał obraz Modląca się staruszka (Modląca się matka Rembrandta) odziana w czerwony szal. Nieco później, bo w 1639 roku, Rembrandt namalował kolejny Portret matki modlącej się. Do nich dołączył trzeci malarz holenderski Jan Lievens, który po 1630 również sportretował matkę Rembrandta, tytułując obraz jako Profil głowy starej kobiety (ang. Head of an Old Woman). Jego dzieło obecnie można podziwiać w Agnes Etherington Art Centre w Kingston (Kanada). W 2006 roku w Lejdzie zorganizowano wystawę poświęconą portretom matki Rembrandta.